# Форма (философия)
Форма (лат. forma, греч. μορφή) — понятие философии, определяемое соотносительно к понятиям содержания и материи. В соотношении с содержанием, форма понимается как упорядоченность содержания — его внутренняя связь и порядок. В соотношении с материей, форма понимается как сущность, содержание знания о сущем, которое есть единство формы и материи. При этом, пространственная форма вещи — есть частный случай формы как сущности вещи.
Значение понятия формы в различных философских дисциплинах — например, в метафизике, логике, эстетике, этике — различное.

## Понятие формы в философии
В древней философии понятие формы имело значение действующей силы, того, что действительно существует, в противоположность явлению; такое значение понятия формы имело у Платона и в особенности у Аристотеля.
Форма делает материю, которая сама по себе есть лишь στερησις (лишение), предметом. Форма есть внутреннее начало, приводящее предмет к его совершенству; поэтому-то Аристотель и Бога называет чистой формой, чистой деятельностью.
Схоластическая философия понимает форму в значении, которое ей дал Аристотель; реалисты, впрочем, ипостасировали форму и понимали её в значении Платоновской идеи. Бэкон под формой разумел не что иное, как закон природы.
Совершенно иное значение понятию формы дал Кант, который форму отождествлял с субъективной закономерностью. Различив в познании формальную и материальную (опытную) сторону, Кант к формальной стороне отнёс всё то, что субъект познания вносит от себя в содержание познаваемого; так, он говорит о форме созерцания (пространстве и времени), о форме мысли (категории и основоположения рассудка, идеи разума).
Третье возможное понимание формы — номиналистическое — прямо противоположно Аристотелевскому. Оно смотрит на форму как на чистое явление рассудка, имеющее значение лишь для мышления, производящего отвлечение; этому отвлечению не соответствует ничего объективного или субъективного (в смысле Канта). Такую точку зрения в древности защищал Антисфен, в средние века — номиналисты, в новой философии — позитивисты.
Каждая из этих трёх точек зрения заключает в себе своеобразные трудности.
- Номинализм, проведённый последовательно, в конце концов приводит к отрицанию знания или к скепсису;
- реализму легко впасть в смешение отвлечённостей с действительно существующим;
- критицизму Канта, желающему занять посредствующее положение между двумя указанными точками зрения, невозможно разграничить формальный элемент в познании от его содержания, ибо форма именно и оказывается содержанием его, как это явствует из философии Фихте Старшего, и, таким образом, движение мысли является не изображением развития предметного мира, а самим предметным миром; но такая точка зрения допустима только тогда, когда речь идёт не об индивидуальном, а об абсолютном (божественном) мышлении, то есть, когда, согласно с Аристотелем, на форму смотрят как на творческую силу.

## Понятие формы в формальной логике
В логике форма противополагается содержанию познания. Из этого противоположения возникла формальная логика, которая считает возможным рассматривать мышление и его элементы независимо от того, что в них мыслится. Расцвета своего формальная логика, видящая свой источник (без достаточного основания) в Аристотеле, достигла в схоластике, например в искусстве Раймунда Луллия (Ars Lulliana путём механического сочетания понятий старалась понять всю действительность) и в логике Гербарта и Дробиша. Учение о силлогистических фигурах является как бы венцом этого направления.

## Понятие формы в эстетике
В эстетике борьба двух направлений, формального и идеального, ведётся и до настоящего времени. Спор идёт об определении сущности красоты;
- одно направление определяет красоту как выражение идеи (Плотин, Гегель),
- другое видит красоту лишь в сочетании формальных условий, независимых от содержания: сочетание пространственных элементов (пропорциональность, симметрия и т. д.), гармония звуков и красок сами по себе красивы, независимо от того, что ими выражается (Гербарт, Кэстлин, Цейзинг и др.; см. также А. Смирнов, «Эстетическое значение Ф. в произведениях природы и искусств», Казань, 1894).

## Понятие формы в этике
В этике представителем формального направления является Кант. Желая и в области нравственности выделить то, что принадлежит самому человеку, от того, что привходит извне, Кант утверждает, что нравственным может быть назван только тот поступок, который вытекает из формального закона — категорического императива, а не из мотивов, определяющих волю какими-либо внешними (гетерономными) побуждениями. Даже любовь к ближнему оказывается безнравственной, если она проистекает из склонности человека, а не из уважения к нравственному закону.
Из сказанного видно, что преувеличенное значение формального элемента всегда ведёт к неудовлетворительным результатам, если форма отделена от самого содержания и не понята как творческое начало, не только не чуждое самому содержанию, но являющееся внутренним, самым существенным его моментом. Подобно тому, как качество предмета не может быть отделено от него без изменения самого предмета, так и форма неотделима от содержания как её сущности.